# Oliver Twist (amerikansk film fra 1912)
|  | For andre betydninger, se Oliver Twist (flertydig) |
Oliver Twist er en amerikansk stumfilm fra 1912.
Filmen er baseret på Charles Dickens’ roman af samme navn. 

## Medvirkende
- Nat C. Goodwin - Fagin
- Vinnie Burns - Oliver Twist
- Charles Rogers - Artful Dodger
- Mortimer Martine - Bill Sikes
- Beatrice Moreland - Nancy